# Jim Gibbons (1924–1997)
James M. (Jim) Gibbons (ur. 2 sierpnia 1924 w Bonnettsrath koło Kilkenny, zm. 20 grudnia 1997 w Kilkenny) – irlandzki polityk, rolnik i samorządowiec, deputowany, minister (1969–1973, 1977–1979).

## Życiorys
Krewny polityka Seána Gibbonsa. Kształcił się w St Kieran’s College w Kilkenny. Podjął nieukończone studia medyczne na University College Dublin. Zajął się prowadzeniem gospodarstwa rolnego. Zaangażował się w działalność polityczną w ramach Fianna Fáil. W latach 1954–1967 był członkiem rady hrabstwa Kilkenny. W 1957 po raz pierwszy został wybrany na deputowanego do Dáil Éireann. Z powodzeniem ubiegał się o poselską reelekcję w wyborach w 1961, 1965, 1969, 1973 i 1977. Od 1973 do 1977 zasiadał także w Parlamencie Europejskim.
W latach 1965–1969 pełnił funkcję parlamentarnego sekretarza przy ministrze finansów. Wchodził w skład rządów, którymi kierował lider FF Jack Lynch. Sprawował urzędy ministra obrony (od lipca 1969 do maja 1960), ministra rolnictwa i rybołówstwa (od maja 1970 do lutego 1973) oraz ministra rolnictwa (od lipca 1977 do grudnia 1979). W 1981 nie utrzymał mandatu deputowanego. Odzyskał go w wyniku wyborów z lutego 1982.
W ramach Fianna Fáil należał do przeciwników Charlesa Haugheya. W 1982 znalazł się w grupie deputowanych, którzy próbowali nieskutecznie doprowadzić do jego odwołania z funkcji partyjnej. Po głosowaniu został fizycznie zaatakowany przez zwolenników lidera FF. Wkrótce doznał zawału mięśnia sercowego. W przedterminowych wyborach z listopada 1982 nie został ponownie wybrany do Dáil Éireann. W drugiej połowie lat 80. zadeklarował swoje poparcie dla Progresywnych Demokratów.

## Życie prywatne
Od 1950 był żonaty z Margaret O’Neill; miał jedenaścioro dzieci. Działalność polityczną podjęli jego synowie Martin i Jim.